# Psicoterapia psicodélica

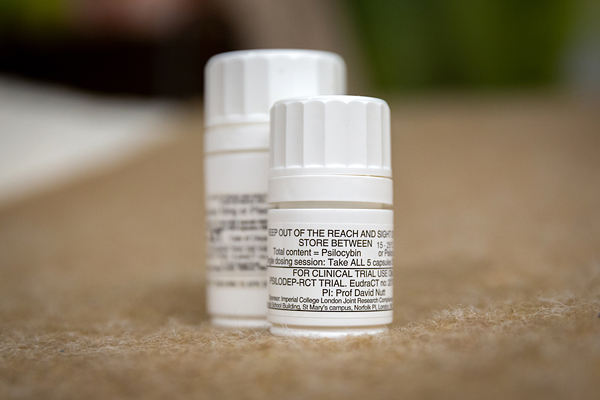
Psilodep (Estudio de psilocibina en depresión) es un programa de investigación a través de ensayos clínicos con psilocibina del Centro Imperial para la Investigación Psicodélica.

La psicoterapia psicodélica, terapia psicodélica o terapia asistida por psicodélicos, se refiere a un tipo de psicoterapia en que se utilizan sustancias psicodélicas como coadyuvantes. Nació a mediados del siglo XX, cuando múltiples clínicos observaron que los estados de conciencia que inducían sustancias como la mescalina o la dietilamida de ácido lisérgico (LSD) facilitaban o aceleraban determinados procesos psicoterapéuticos. El término psicodélico (que manifiesta la mente) enfatiza el mecanismo de acción básico de estos compuestos, que actúan como catalizadores no específicos de la psique. Al 2021, las drogas psicodélicas son sustancias controladas en la mayoría de los países y la terapia psicodélica no está legalmente disponible fuera de los ensayos clínicos, con algunas excepciones.
El procedimiento de la terapia psicodélica difiere del de las terapias que utilizan medicamentos psiquiátricos convencionales. Si bien los medicamentos convencionales generalmente se toman sin supervisión al menos una vez al día, en la terapia psicodélica contemporánea, la droga se administra en una sola sesión (o, a veces, hasta tres sesiones) en un contexto terapéutico. El equipo terapéutico prepara al paciente para la experiencia de antemano y lo ayuda a integrar los conocimientos de la experiencia con el medicamento después. Después de ingerir la droga, el paciente normalmente usa viseras y escucha música para facilitar el enfoque en la experiencia psicodélica, con el equipo terapéutico interrumpiendo solo para brindar tranquilidad si surgen efectos adversos como ansiedad o desorientación.
Al 2022, el cuerpo de evidencia de alta calidad sobre la terapia psicodélica sigue siendo relativamente pequeño y se necesitan más estudios más amplios para mostrar de manera confiable la efectividad y la seguridad de las diversas formas y aplicaciones de la terapia psicodélica. Sobre la base de los primeros resultados favorables, la investigación en curso está examinando las terapias psicodélicas propuestas para afecciones que incluyen el trastorno depresivo mayor, la ansiedad y la depresión vinculadas a enfermedades terminales, y el trastorno de estrés postraumático. La Administración de Alimentos y Medicamentos de los Estados Unidos ha otorgado el estado de "terapia innovadora", lo que acelera la evaluación de terapias farmacológicas prometedoras para su posible aprobación, a las terapias psicodélicas que usan psilocibina (para la depresión resistente al tratamiento y el trastorno depresivo mayor) y MDMA (para el trastorno de estrés postraumático).

## Distintos tipos de psicoterapia psicodélica
Conocemos distintas modalidades de aplicación de la psicoterapia asistida con psicodélicos.
Psicodélica. Más propio de los EE. UU., este método consistía en administrar altas dosis de LSD u otros psicodélicos con el objetivo de inducir profundas experiencias en el paciente. Estas experiencias místicas o "experiencias cumbre", en términos de Maslow, permitirían al sujeto obtener una visión renovada de sí mismo, del mundo y de la vida, algo que tendría beneficios terapéuticos per se. De manera general tan solo se realizan de 1 a 3 sesiones de este tipo.
Psicolítica. Este modelo se popularizó más en Europa, y al contrario que el modelo psicodélico, en este caso se utilizan dosis medias-bajas para acompañar y facilitar el proceso psicoterapéutico. Se realizan un mayor número de sesiones, trabajando generalmente bajo la óptica psicoanalítica.
De forma más minoritaria se aplicó también la terapia hipnodélica, consistente en la combinación de técnicas sugestivas y los estados psicodélicos, y la terapia psicotomimética, la cual partía de la suposición de que los estados psicodélicos eran equivalentes a estados psicóticos.

## Estudios actuales
Desde el año 2000, aproximadamente, la investigación con psicodélicos se reactivó de forma notable en diversos países. Ha habido un mayor número de estudios con psilocibina, debido al menor estigma que existe sobre la misma, sugiriendo que es susceptible de inducir experiencias místicas, resultar beneficiosa para la cefalea en racimos, para el tratamiento de la ansiedad asociada a estados terminales, de la depresión, de la adicción o para el trastorno obsesivo-compulsivo. En 2018 la Food and Drug Administration (FDA) designó como Breakthrough Therapy a la terapia asistida por psilocibina para depresiones resistentes a los tratamientos.
Se ha investigado también la LSD para el tratamiento de la ansiedad asociada a estados terminales.
Otra sustancia estudiada es la MDMA o "éxtasis" en el tratamiento del trastorno por estrés postraumático o el autismo en adultos.
Los estudios con ayahuasca sugieren su aplicación en trastornos adictivos o para el tratamiento de la depresión.
También se han realizado o están en curso estudios con salvinorina, ketamina u otros compuestos.[cita requerida]

## Aspectos legales
Este tipo de psicoterapia incluye, de momento de forma inevitable, cierta controversia, ya que las sustancias que se utilizan como coadyuvantes son ilegales, y la mayoría se encuentran en la  Lista 1 de la Convención sobre sustancias psicotrópicas de las Naciones Unidas de 1971 en Viena (es decir, entre aquellas drogas catalogadas como sin ningún posible uso terapéutico).

## Críticas
Existen reticencias a la práctica de esta psicoterapia. Esto se debe a la distorsión de la información promovida desde hace décadas por determinadas instituciones u organismos. De esta manera, desde diferentes ámbitos, incluido el académico, se perciben estas drogas como mucho más perjudiciales de lo que son en realidad: los psicodélicos clásicos (LSD, psilocibina, mescalina) no cuentan con índices relevantes de toxicidad ni de potencial adictivo, y pueden utilizarse de forma segura y sin reacciones adversas en contextos clínicos.